# Miljen Kreka Kljakovic
 (juin 2025).
Miljen Kreka Kljakovic est un chef décorateur né à Osijek en Croatie le 22 novembre 1950.
Il a notamment travaillé avec Emir Kusturica sur Arizona Dream et avec Jean-Pierre Jeunet sur Delicatessen.

## Filmographie
- 2021 : Le Survivant  (The Survivor) de Barry Levinson